# Sexto Palpelio Histro
Sexto Palpelio Histro (en latín Sextus Palpellius Hister) fue un senador romano del siglo I, que desarrolló su carrera política bajo los imperios de César Augusto, Tiberio, Calígula y Claudio.

## Orígenes y carrera política
Era natural de Pola (Pula, Croacia) en la península de Istria, cuya carrera nos es bien conocida gracias a una inscripción local dedicada en su honor por Cayo Precio Félix, natural de Neapolis (Nápoles, Italia), y cuyo texto se desarrolla así:

Sex(to) Palpellio P(ubli) f(ilio) Vel(ina)

 Histro 

  leg(ato) Ti(beri) Claudi Caesaris Aug(usti)

4 proco(n)s(uli)

  pr(aetori) tr(ibuno) pl(ebis) Xvir(o) stl(itibus) iudic(andis) tr(ibuno) mil(itum)

  leg(ionis) XIIII Geminae comiti

  Ti(beri) Caesaris Aug(usti) dato a{b} divo Aug(usto)

8 C(aius) Precius Felix Neapolitanus

  memor benefici(i)

Gracias a esta inscripción sabemos que Palpelio gozaba del favor del emperador Augusto, ya que este lo incluyó como comes en el séquito de su hijastro, el futuro emperador Tiberio, posiblemente durante las operaciones que este realizó en el Limes Germanicus entre 9 y 11, después de la desastrosa derrota de la batalla del bosque de Teutoburgo. Inmediatamente, comenzó su cursus honorum regular como tribuno laticlavio de la Legio XIV Gemina, con campamento en Mogontiacum (Maguncia, Alemania) en el distrito militar de Germania Superior, para pasar después a desempeñar el puesto de Decemvir Stlitibus Iudicandis, dentro del vigintivirato. Más tarde, sin ser cuestor, fue nombrado tribuno de la plebe y pretor, para ser designado por voluntad de Tiberio, como procónsul de alguna de las provincias senatoriales de rango pretorio, aunque la inscripción no indica cuál, pero tal vez Acaya, la Bética, la Galia Narbonense, Sicilia o Chipre, tal vez hacia el año 20. 
A partir de ese momento, tal vez por influencia de Sejano, su carrera se oscurece durante el resto del imperio de Tiberio y bajo el de Calígula, para reaparecer bajo Claudio como consul suffectus entre abril y julio de 43, sustituyendo al mismo emperador.
Por último, Claudio lo nombró gobernador de la provincia Panonia, cargo que ejercía en 50, cuando, por orden del emperador, desplazó tropas a la misma frontera del Danubio para apoyar al depuesto rey Vangio de los suevos en su huida a territorio romano, donde le fueron concedidas tierras junto con sus partidarios.